# 1583
1583 (MDLXXXIII) fue un año común comenzado en sábado, el primero del calendario gregoriano. También fue un año común comenzado en martes del calendario juliano. Para 1583, el calendario gregoriano estaba 10 días adelantado con respecto al calendario juliano.

## Acontecimientos
- 20 de junio Diego Ronquillo, gobernador de Filipinas, escribió una carta al rey Felipe II de España en la que le proponía la invasión de China.
- Francisco de Anjou ordena el ataque a Amberes en el contexto de la guerra de los ochenta años.
- La orden de los religiosos Franciscanos abre en Curimón uno de sus primeros conventos en Chile.
- 10 de diciembre: El Sultán regente Murad III queda sucumbido en la tristeza tras la muerte de su Madre Nurbanu Sultan, se retiró de la política y en el poder se retiraría al Palacio de Topkapi y dejaría el Imperio Otomano en las manos de su Haseki sultan o Reina Consorte Safiye Sultan, esto le dio a Safiye el poder de manejar el estado a su antojo convirtiendo en una Regente.

## Ciencia y tecnología
- Giordano Bruno - El sello de los sellos.
- El papa Gregorio XIII promueve la creación del calendario gregoriano, desechando la idea errónea del calendario juliano.

## Nacimientos
- 10 de agosto: Sigismondo Coccapani, pintor italiano (f. 1643)
- Hugo Grocio, jurista neerlandés.
- Philip Massinger, dramaturgo inglés.

## Fallecimientos
- 14 de junio, Shibata Katsuie, comandante militar del período Sengoku (n.1522).
- Juan de Garay, explorador y colonizador español.
- 7 de diciembre: Nurbanu Sultan.